# Aisha Skinner
Aisha Skinner (* 16. April 1999) ist eine deutsche Volleyballspielerin.

## Karriere
Skinner begann ihre Karriere 2015 bei der Nachwuchsmannschaft VC Olympia Berlin. Seitdem spielt sie mit dem VCO in der Bundesliga. Seit 2017 hat sie ein Doppelspielrecht, mit dem sie auch beim SSC Palmberg Schwerin zum Einsatz kommen kann.